# Ringbrug
De Ringbrug is een hefbrug over het Zeekanaal Brussel-Schelde in Tisselt, een deelgemeente van Willebroek. De brug bestaat uit twee betonnen portieken en een metalen beweegbaar deel met een lengte van 54,62 m. De brug werd gebouwd in 1986 bij de aanleg van de N16 als ringweg rond Willebroek. Zodoende moest het doorgaand verkeer tussen Mechelen enerzijds en Dendermonde en Puurs anderzijds, niet meer via de N183 door het centrum van Willebroek en over de Vredesbrug.

## Afbeeldingen

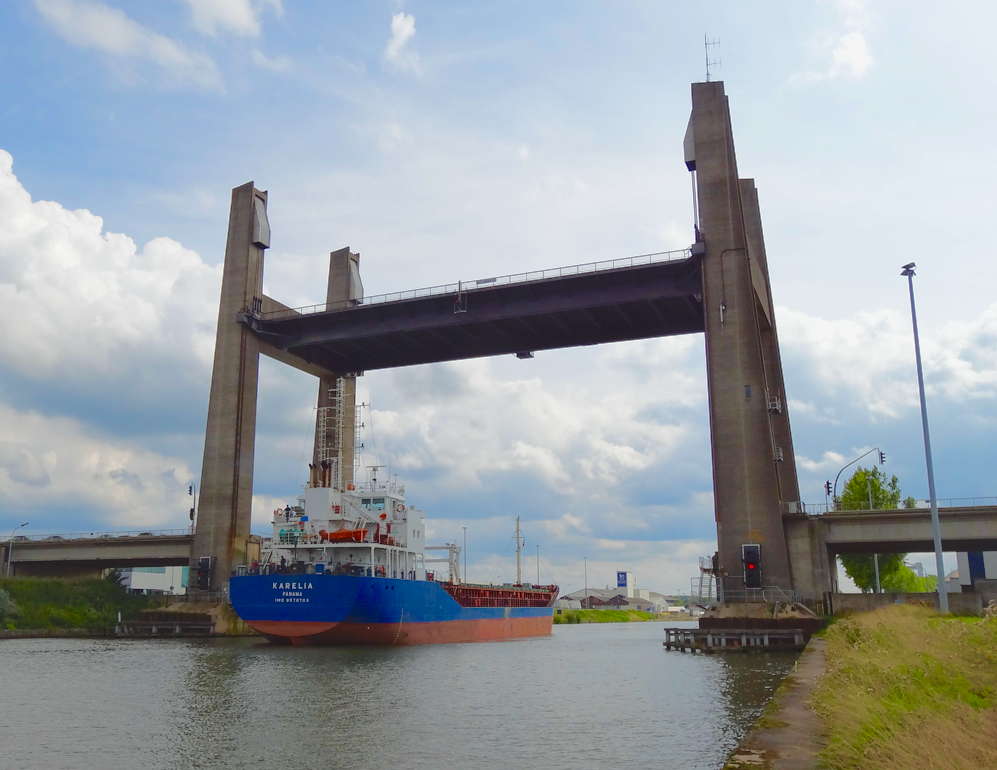
Ringbrug geopend voor een zeeschip, 2014
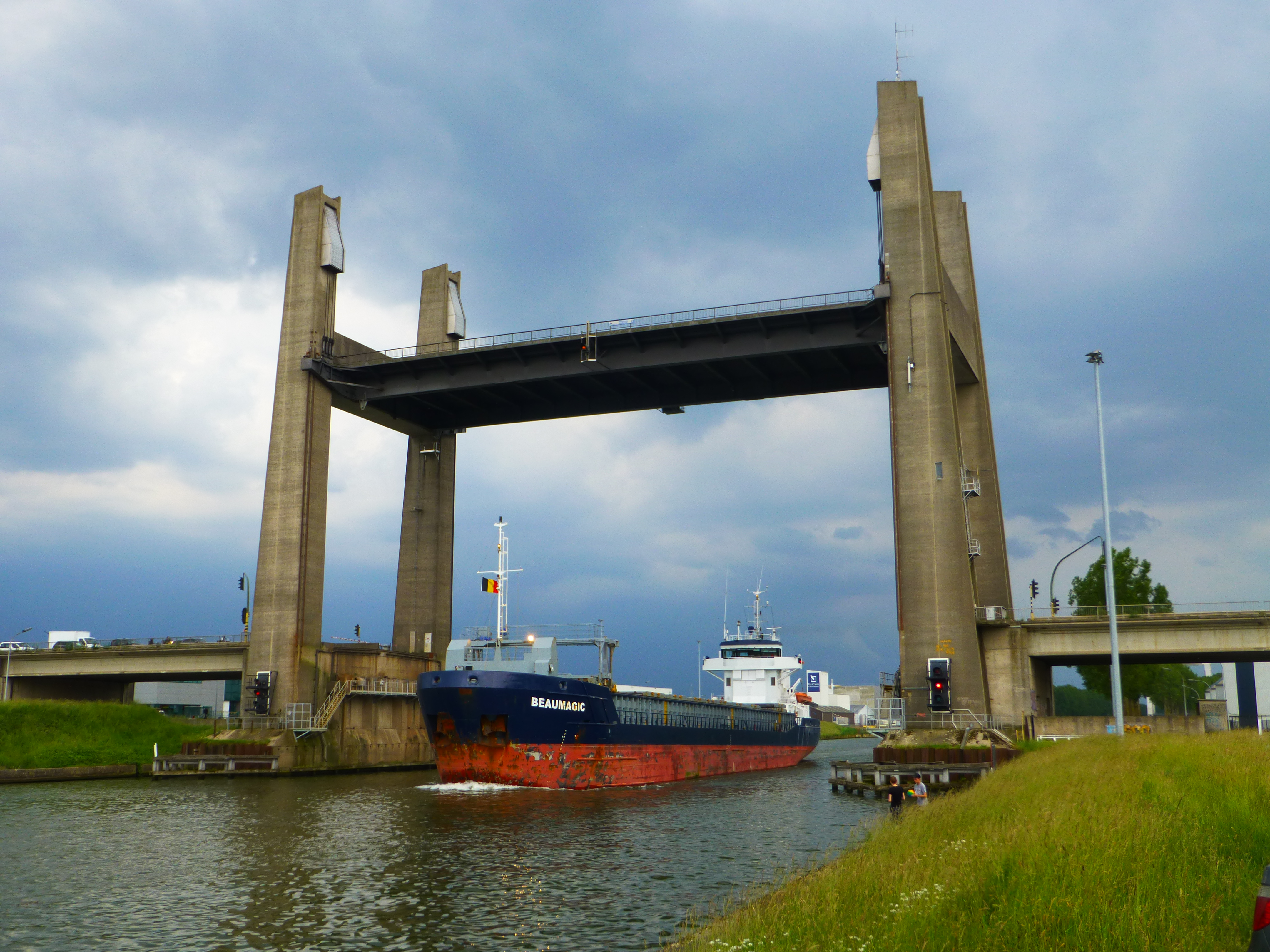
Ringbrug geopend voor een zeeschip, 2016

Van Praetbrug · Budabrug · Viaduct van Vilvoorde · Salangaanbrug · Europabrug · Willemsbrug · Verbrande Brug · Humbeekbrug · Jan Bogaertsbrug · Brielenbrug · Ringbrug · Vredesbrug · IJzerenbrug · Victor Dumonbrug · Boulevardbrug · Nijverheidsbrug